# Andrzej Sikorski (chemik)
Andrzej Jan Sikorski – polski chemik, profesor doktor habilitowany, pracownik Uniwersytetu Warszawskiego.
Jego zainteresowania badawcze obejmują własności fizykochemiczne układów polimerowych i biopolimerowych.
Od 1980 roku pracuje na Uniwersytecie Warszawskim, gdzie obronił doktorat w 1986 roku. Tamże habilitował się w 1996 roku. W 2024 roku został profesorem nauk chemicznych

## Inna działalność
Andrzej Sikorski działa też w Polskim Towarzystwie Heraldycznym (gdzie pełni funkcję sekretarza generalnego (2024) oraz bada (wraz z Piotrem Mysłakowskim) życie Fryderyka Chopina. Wspólnie opublikowali Rodzina matki Chopina. Mity i rzeczywistość (2000), Chopinowie. Krąg rodzinno-towarzyski (2005), Fryderyk Chopin. Korzenie (2009)